# Мацумото, Нина
Нина Мацумото (англ. Nina Matsumoto, род. 18 ноября 1984, Ванкувер, Британская Колумбия, Канада) — японо-канадская мангака, иллюстратор и дизайнер. Стала известной благодаря работе над Simpsons Comics.

## Биография
В старшей школе создала веб-комикс Сатурналии, который впоследствии удалила.
В 2007 году опубликовала изображение Симпсонов в стиле манга The Simpsonzu, которое моментально стало вирусным и появилось в газетах и журналах. Через несколько дней издательство Bongo Comics предложило ей проиллюстрировать истории о Симпсонах. В 2009 году её пародия на «Тетрадь смерти» Murder She Wrote в серии комиксов The Simpson’s Treehouse of Horror №14 получила премию Айснера в номинации «Лучший рассказ».
В 2008–2009 годах в издательстве Del Rey Manga вышли два тома манги Yokaiden, а в 2010 — проиллюстрированный Мацумото графический роман The Last Airbender Prequel: Zuko's Story.
В 2011 году её фанатский постер стал обложкой для DVD-релиза эпизода японского телешоу ГеймЦентр CX, позже она также разработала постер для фильма «ГеймЦентр CX: Фильм». В 2016 году они вместе с продюсером телешоу создали детскую книгу на японском языке Game No Naka Ni Haichatta, которая вышла в 2017 году с английским переводом Нины под названием I'm Stuck In A Video Game.
Совместно с Йеном Буфбаем создала детский графический роман Sparks!, который был опубликован в феврале 2018 года издательством Scholastic и сразу же занял 3-е место в списке бестселлеров канадских детских книг. В России книгу выпустило издательство «МИФ» в 2020 году под названием «Спаркс!». В 2020 году вышло продолжение истории — Sparks! Double Dog Dare.
С 2017 года занимается дизайном одежды и товаров для видеоигр в компании Fangamer. Разработала промотовары для таких видеоигр, как Undertale, Hollow Knight, Okami, Dark Souls, Silent Hill 2, Metal Gear Solid, Persona 5 и других.
В сети использует псевдоним «космический койот» (англ. space coyote), на который её вдохновил эпизод 8-го сезона «Симпсонов», где Гомер съел слишком много острого перца и увидел в галлюцинациях говорящего «космического койота».

## Работы
- Сатурналии[англ.], 2002
- Simpsons Comics, Bart Simpson, The Simpson’s Treehouse of Horror, 2007–2018
- Yokaiden[англ.] 1, 2008
- Yokaiden[англ.] 2, 2009
- The Last Airbender Prequel: Zuko's Story[англ.] (2010)
- Waterlogged: Tales from the Seventh Sea (2013)
- Cautionary Fables and Fairy Tales: Africa Edition (2014)
- Mega Fauna (2014)
- New World (2015)
- Cautionary Fables and Fairy Tales: Asia Edition (2016)
- Game No Naka Ni Haichatta (2016)
- Bones of the Coast (2017)
- Elements Anthology: Fire (2017)
- Sparks! (2018)
- Sparks! Double Dog Dare (2020)[2]

## Награды
- 2004 — Премия Web Cartoonists' Choice Awards[англ.] в номинации «Выдающийся научно-фантастический комикс» за комикс «Сатурналии[англ.]»[6].
- 2009 — Премия Айснера в категории «Лучший рассказ» за «Murder She Wrote»[7].
- 2010 — Включение Yokaiden в список лучших графических романов для подростков по версии YALSA[англ.] «Отличные графические романы для подростков»[8].
- 2014 — Победитель второго конкурса перевода манги с японского на английский язык японского издательства Mangapolo[9].
- 2019 — Премия Кристи Харрис за иллюстрированную детскую литературу[англ.] от BC and Yukon Book Prizes[англ.] за книгу Sparks![10].
- 2020 — Премия Black-Eyed Susan Book Award от Maryland Association of School Librarians в категории «Графический роман для 4–6 классов» за книгу Sparks![11].
- 2020 — Премия Hackmatack Children’s Choice Award в номинации «Английская художественная литература» за книгу Sparks![12].
- 2021 — Премия OTTER Award от Washington Library Association за книгу Sparks![13].
- 2022 — Премия Chocolate Lily Book Awards за книгу Sparks! Double Dog Dare[14].